# Anton Berg
Anton Mattias Berg, född 1 februari 1978 i Figeholm, är en svensk radioprogramledare och producent av radioprogram.
Berg har varit inblandad i flera olika produktioner på Sveriges Radio P3 och även i SVT. 2002-2003 sågs Berg i frågesporten Bubbel på SVT. 2003-2006 var han programledare för Sommartoppen i P3. Därefter har han varit producent för bland annat P3 Spel och flera avsnitt av P3 Dokumentär. Han har även varit programledare och reporter för Radiosporten.
Tillsammans med Martin Johnson producerar Berg podcasten Spår. 2017 utsågs duon till mottagare av Det lite större journalistpriset för arbetet med Spår.
Anton Berg och Martin Johnson har också producerat tv-dokumentärserien "Knutby: I blind tro" för HBO. Serien hade premiär våren 2021.
2018 släppte Anton Berg debutromanen "De aderton" på Bookmark förlag. I september 2021 kom uppföljaren "Trohetseden" på samma förlag. Han har själv läst in ljudboksversionerna av båda böckerna.